# Katharine Burdsall
Katharine Burdsall, née vers 1959, est une cavalière de saut d'obstacles américaine. 

## Palmarès
- 1986 : médaille d'or par équipe aux championnats du monde d'Aix-la-Chapelle en Allemagne avec The Natural.
- 1987 : 
  - vainqueur de la finale de la coupe du monde avec The Natural.
  - médaillée d'argent par équipe des Jeux panaméricains avec The Natural.